# Pelagiellidae
Pelagiellidae — родина примітивних молюсків вимерлого класу Helcionelloida, що існував у пізньому кембрії (530—499 млн років тому). Викопні рештки представників знайдені на всіх материках.

## Роди
- Cambretina
- Costipelagiella
- Pelagiella
- Proeccyliopterus
- Tannuspira
- Tianzhushanospira